# 21 février aux Jeux olympiques d'hiver de 2014
Le vendredi 21 février aux Jeux olympiques d'hiver de 2014 est le seizième jour de compétition.

## Programme
| Heure UTC+4 (Sotchi)                          |               |
| bleu                                          | Cérémonie     |
| neutre                                        | Épreuve       |
| or                                            | Finale        |
| orange                                        | Petite finale |
| rose                                          | Reporté       |
| gris                                          | Annulé        |
| Compétition masculine                         | Hommes        |
| Compétition féminine                          | Femmes        |
| Compétition mixte (hommes et femmes mélangés) | Mixte         |
| Compétition en couple (1 homme et 1 femme)    | Couple        |
| modifier                                      |               |

| Horaire | Discipline Spécialité | Discipline Spécialité                                     | Discipline Spécialité | Phase                 | Résultats                                          | Références |
| ------- | --------------------- | --------------------------------------------------------- | --------------------- | --------------------- | -------------------------------------------------- | ---------- |
| 11:45   |                       | Ski acrobatique Ski cross                                 | Compétition femmes    | Qualification         | -                                                  | -          |
| 12:30   |                       | Curling Match pour la médaille de bronze                  | Compétition hommes    | Finale                | 6-4                                                | -          |
| 13:30   |                       | Ski acrobatique Ski cross                                 | Compétition femmes    | Finale                | Marielle Thompson · Kelsey Serwa · Anna Holmlund   | -          |
| 16:00   |                       | Hockey sur glace                                          | Compétition hommes    | Demi-finale           | 2-1                                                | [ 1 ]      |
| 16:45   |                       | Ski alpin Slalom (première manche)                        | Compétition femmes    | Manche de compétition | -                                                  | -          |
| 17:30   |                       | Curling                                                   | Compétition hommes    | Finale                | 3-9                                                | -          |
| 17:30   |                       | Patinage de vitesse Poursuite par équipes - Manches 1 & 2 | Compétition hommes    | Manche de compétition | -                                                  | -          |
| 17:30   |                       | Patinage de vitesse Poursuite par équipes - Manches 1 & 2 | Compétition femmes    | Manche de compétition | -                                                  | -          |
| 18:30   |                       | Biathlon Relais (4 × 6 km)                                | Compétition femmes    | Finale                | Ukraine · Russie · Norvège                         | -          |
| 20:15   |                       | Ski alpin Slalom (deuxième manche)                        | Compétition femmes    | Finale                | Mikaela Shiffrin · Marlies Schild · Kathrin Zettel | -          |
| 21:43   |                       | Short-track 500 m                                         | Compétition hommes    | Finale                | Victor An · Wu Dajing · Charle Cournoyer           | -          |
| 21:53   |                       | Short-track 1 000 m                                       | Compétition femmes    | Finale                | Park Seung-hi · Fan Kexin · Shim Suk-hee           | -          |
| 22:18   |                       | Short-track Relais 5 000 m                                | Compétition hommes    | Finale                | Russie · États-Unis · Chine                        | -          |
| 21:00   |                       | Hockey sur glace                                          | Compétition hommes    | Demi-finale           | 0-1                                                | [ 2 ]      |

## Médailles du jour
| Rang  | Nation          | Or | Argent | Bronze | Total |
| ----- | --------------- | -- | ------ | ------ | ----- |
| 1     | Canada          | 2  | 1      | 1      | 4     |
| 2     | Russie          | 2  | 1      | 0      | 3     |
| 3     | États-Unis      | 1  | 1      | 0      | 2     |
| 4     | Corée du Sud    | 1  | 0      | 1      | 2     |
| -     | Ukraine         | 1  | 0      | 0      | 1     |
| 6     | Chine           | 0  | 2      | 1      | 3     |
| 7     | Autriche        | 0  | 1      | 1      | 2     |
| 8     | Grande-Bretagne | 0  | 1      | 0      | 1     |
| 9     | Suède           | 0  | 0      | 2      | 2     |
| 10    | Norvège         | 0  | 0      | 1      | 1     |
| Total | Total           | 7  | 7      | 7      | 21    |